# شهرك بستان (أبشور)
شهرك بستان (بالفارسية: شهرک بستان) هي قرية تقع في إيران في ناحية فورغ. يقدر عدد سكانها بـ 560 نسمة بحسب إحصاء 2016.